# 联合国安全理事会第33号决议
联合国安理会33号决议是于1947年8月27日在联合国安全理事会第197次会议上通过的。该决议是关于议事程序问题的，以10票赞成，1票（澳大利亚）弃权通过。
决议接受了专家委员会对安理会议事规则第60条的两条修改意见，以及其对联合国大会议事规则的两条修改意见。